# Bruxelas na União Europeia

Localização de Bruxelas e do Reino da Bélgica na União Europeia.

Bruxelas, na Bélgica, é considerada a capital de facto da União Europeia, tendo um longo e tradicional histórico como sede de várias das principais instituições europeias, mais especificamente na região conhecida como "Bairro Europeu". A União Europeia não possui uma cidade capital e não foram desenvolvidos planos ou acordos para a definição de uma desde a sua fundação, porém, Bruxelas abriga as sedes do Conselho Europeu, Conselho da União Europeia e da Comissão Europeia além de uma sede secundária do Parlamento Europeu.
Em dados econômicos de 2013, a presença das instituições europeias gerou uma renda de 250 milhões de euros (8,3% do PIB regional) e 121.000 empregos (16,7% da taxa de emprego regional) à cidade. Segundo analistas políticos, Bruxelas acabou por ser conceituada como sede da organização devido à sua localização estratégica entre França e Alemanha - nações cuja rivalidade desembocou em ambas as Guerras Mundiais no século XX e cuja subsequente reconciliação diplomática possibilitou integração do continente.

## História

### Duas chances

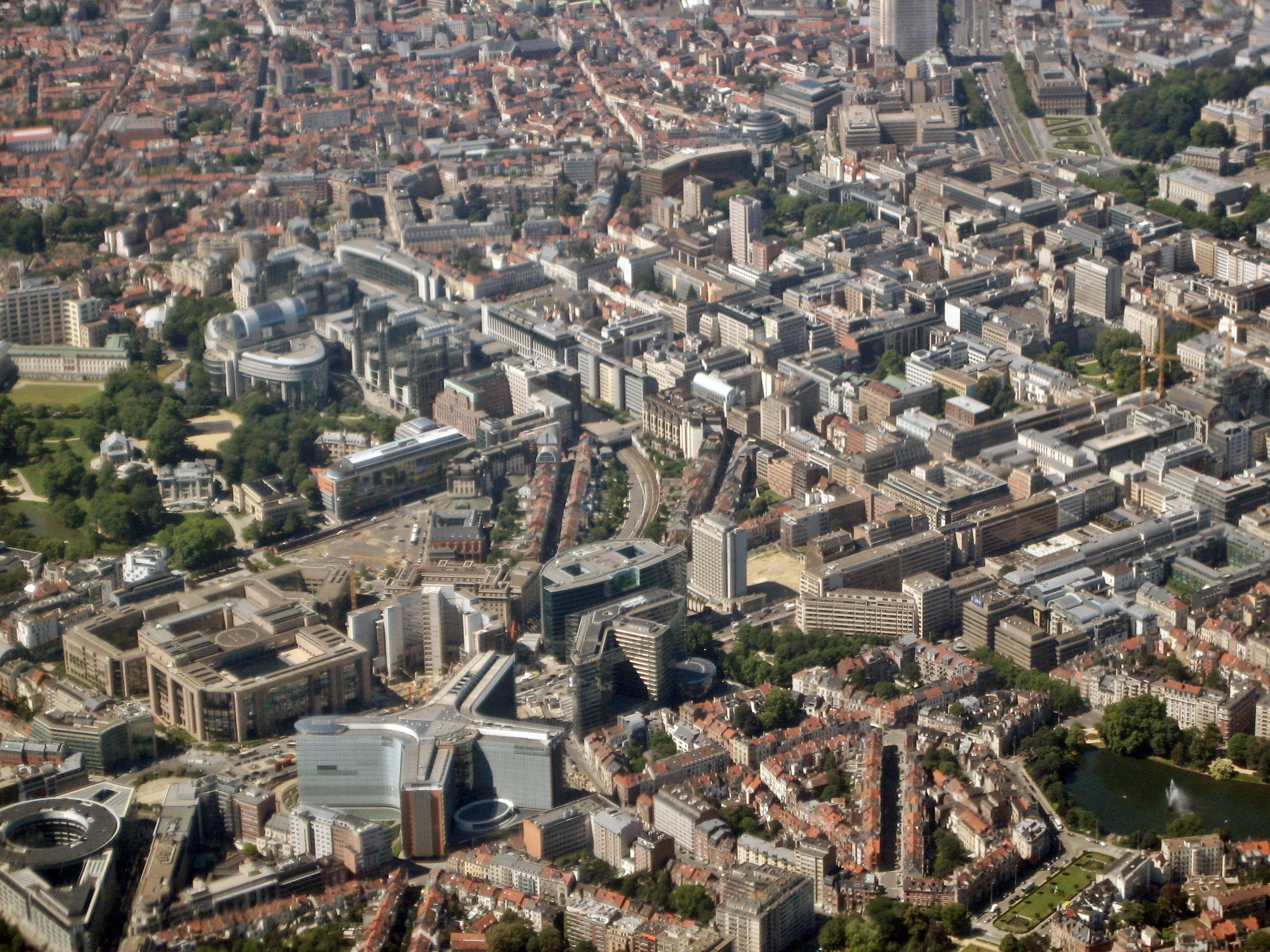
Vista aérea do "Bairro Europeu" de Bruxelas, sede da maioria das instituições da União Europeia.

Em 1951, líderes de seis países europeus (Bélgica, Luxemburgo, França, Itália, Países Baixos e Alemanha) assinaram o Tratado de Paris, que deu origem à Comunidade Europeia do Carvão e do Aço (CECA) com suas instituições adjacentes (Conselho de Ministros, Tribunal de Justiça e Assembleia Comum). Várias cidades foram consideradas para sediar a organização e Bruxelas teria sido aceita de comum acordo mesmo com a pressão do governo belga para que a sede fosse escolhida em Liège devido à instabilidade interna do país.
O acordo permaneceu indefinido e foi necessário definir uma sede antes que as instituições pudessem funcionar de fato. Luxemburgo foi escolhida como sede provisória enquanto a Assembleia Comum se reuniria em Estrasburgo, pois era a única cidade com infraestrutura necessária para abrigar as reuniões do grupo. Este acordo era temporário e foram estabelecidos planos para realocar as instituições para Saarbrücken que teria o status de um "Distrito Europeu" dentro da Alemanha, mas isso não ocorreu.
Os Tratados de Roma de 1957 estabeleceram duas novas instituições continentais: a Comunidade Económica Europeia (CEE) e a Comunidade Europeia da Energia Atómica (Euratom). Estas partilharam a Assembleia e o Tribunal da CECA, mas criaram dois novos conjuntos de Conselhos e Comissões (equivalentes à atual Alta Autoridade da CECA). As discussões sobre as sedes das instituições foram proteladas até o último momento antes da entrada em vigor dos tratados para que o debate não interferisse nas negociações sobre a ratificação. 
Pouco mais de um mês antes do início formal das negociações, Bruxelas apresentou sua candidatura como sede europeia recebendo apoio não-oficial de diversos Estados-membros. Em contrapartida, os Estados-membros concordaram em princípio em sediar os órgãos e conselhos executivos e a assembleia em uma única cidade ainda indefinida. Entretanto, a Assembleia permaneceria em Estrasburgo e as novas comissões se reuniriam alternadamente na sede da CECA e em Bruxelas. Por outro lado, as sedes dos conselhos seriam escolhidas rotativamente por seus respectivos presidentes. 

### Expansão inicial

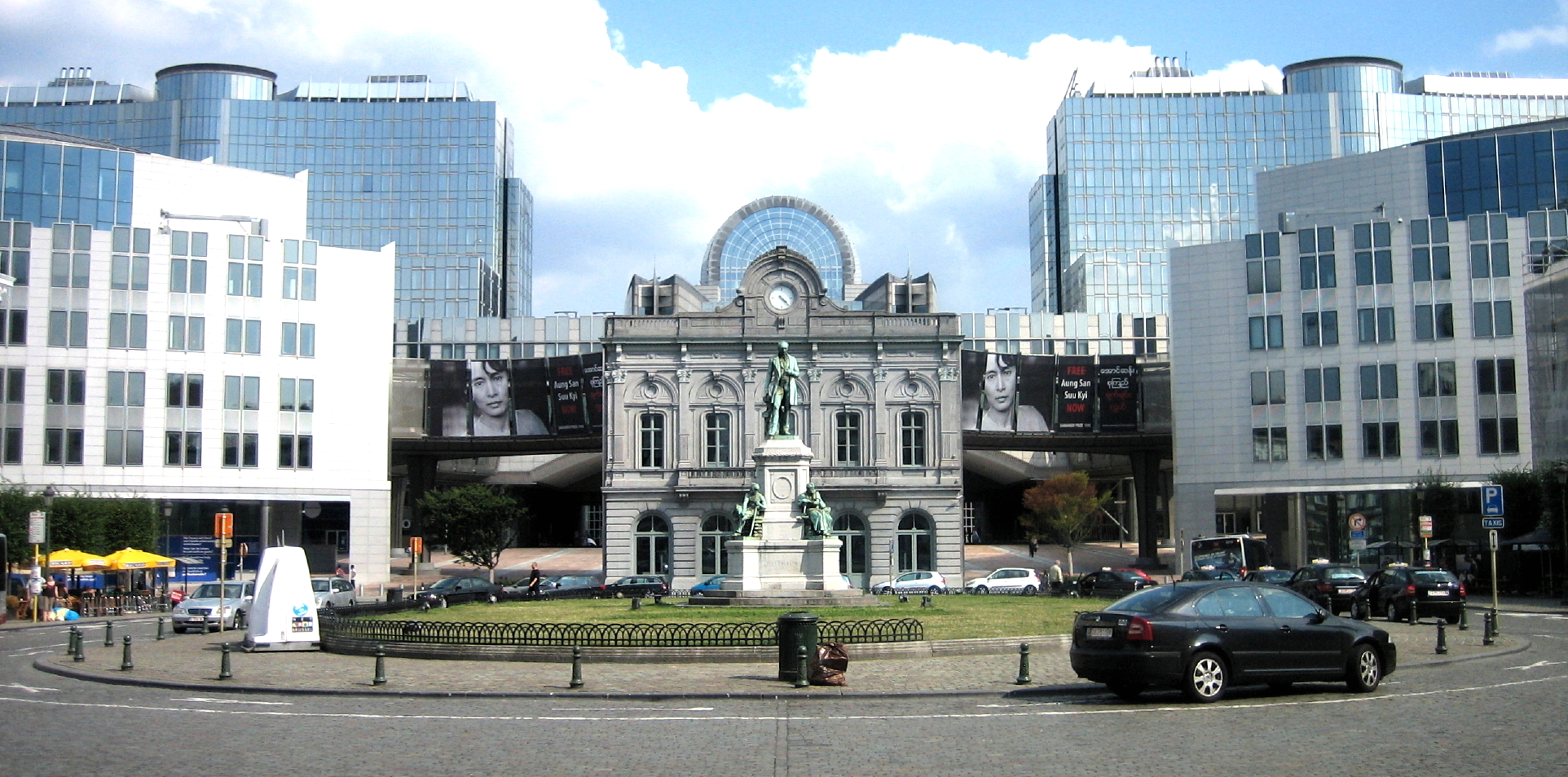
A Place du Luxembourg no coração do "Bairro Europeu" de Bruxelas. Ao fundo, o complexo de edifícios que sedia o Parlamento Europeu.

Bruxelas perdeu sua candidatura como sede única devido ao esparso interesse do governo belga nas negociações, apesar do amplo apoio de outros países. A Bélgica deu início à sua campanha através de um programa de construções em ampla escala para sediar algumas da instituições. Em 11 de fevereiro de 1958, os seis governos concluíram um acordo não-oficial sobre a criação de sedes comunitárias. Com base no princípio de que levaria dois anos após um acordo final para preparar a sede apropriada, serviços completos foram estabelecidos em Bruxelas na expectativa de um relatório do Comitê de Peritos analisando a questão de uma sede definitiva.
Um Comité de Peritos considerou Bruxelas a única opção por ter todas as características necessárias a uma capital europeia: uma grande metrópole ativa sem um centro urbano congestionado ou moradias em mau estado de conservação; boas relações com as capitais de outros Estados-membros; boa infraestrutura pública; e por ser um importante centro internacional de negócios. Paralelamente a estes fatores, a cidade está localizada exatamente entre França e Alemanha (como outras sedes de instituições europeias) e na fronteira entre a Europa latina (francês valão) e a Europa germânica além de ter abrigado o Benelux, primeira experiência de integração do continente pós-guerra. Acreditava-se também que por ser capital de um dos menores países da região, sua condição como sede não seria usada como pressão sobre outros Estados-membros, sendo basicamente um território neutro entre as Grandes Potências europeias. O relatório da comissão foi aprovado pelo Parlamento e as Comissões enquanto o Conselho não conseguiu uma votação final sobre a questão e adiou a questão por mais três anos, apesar de todas as mover todas as suas instituições para Bruxelas.

## Infraestrutura

### O "Bairro Europeu"
A maioria das instituições da União Europeia sediadas em Bruxelas estão localizadas dentro de seu "Bairro Europeu" (francês: Quartier Européen, holandês: Europese Wijk), que é o nome informal da área correspondente ao triângulo entre o Parque de Bruxelas, o Parque do Cinquentenário e o Parque Leopoldo (este último que abrange também o Espace Léopold). A Comissão e o Conselho estão localizados nesta área central, nas proximidades da Estação Schuman do Metropolitano de Bruxelas. O Parlamento Europeu está localizado sobre a Estação Bruxelas-Luxemburgo, próximo à Place Luxemburgo.
A área, conhecida comumente como "Bairro Leopoldo" durante grande parte de sua história, era historicamente residencial, aspecto que se perdeu rapidamente à medida que as instituições se instalavam, embora a mudança de uma área residencial para uma mais orientada para escritórios já tivesse sido em curso há algum tempo antes da chegada das instituições europeias. Os edifícios históricos e residenciais, embora ainda presentes, foram em grande parte substituídos por escritórios modernos. Esses edifícios foram construídos de acordo com a construção especulativa de escritórios do setor privado, sem a qual a maioria dos edifícios das instituições não teria sido construída. No entanto, devido às tentativas de Bruxelas de consolidar sua posição, houve um grande investimento do governo em infraestrutura. O arquiteto Benoit Moritz - um dos principais críticos do crescimento urbano da cidade - argumenta que a área tem sido um "enclave de elite" cercado por bairros mais pobres desde meados do século XIX e que o contraste hoje é comparável a uma cidade indiana. No entanto, Moritz também afirma que a cidade avançou economicamente na última década com a ampliação de negócios e residências e que as instituições estão mais abertas a "interagir" com o espaço urbano.
O uso do solo local é muito homogêneo e criticado por especialistas e figuras públicas, incluindo o próprio ex-Presidente da Comissão Romano Prodi que alegou um distanciamento da região do restante da cidade. Por outro lado, o arquiteto Rem Koolhaas alega que a cidade deveria ter um símbolo arquitetônico representativo de toda a Europa (semelhante à Torre Eiffel de Paris ou ao Coliseu de Roma). Por sua vez, o filósofo italiano Umberto Eco descreve Bruxelas como "uma capital suave" ao invés de uma "cidade imperial" de um eventual império, mantendo sua missão de "servir" à Europa. Apesar disso, os planos de redesenvolvimento pretendem lidar com uma certa extensão da identidade visual na área.

### Comissão Europeia

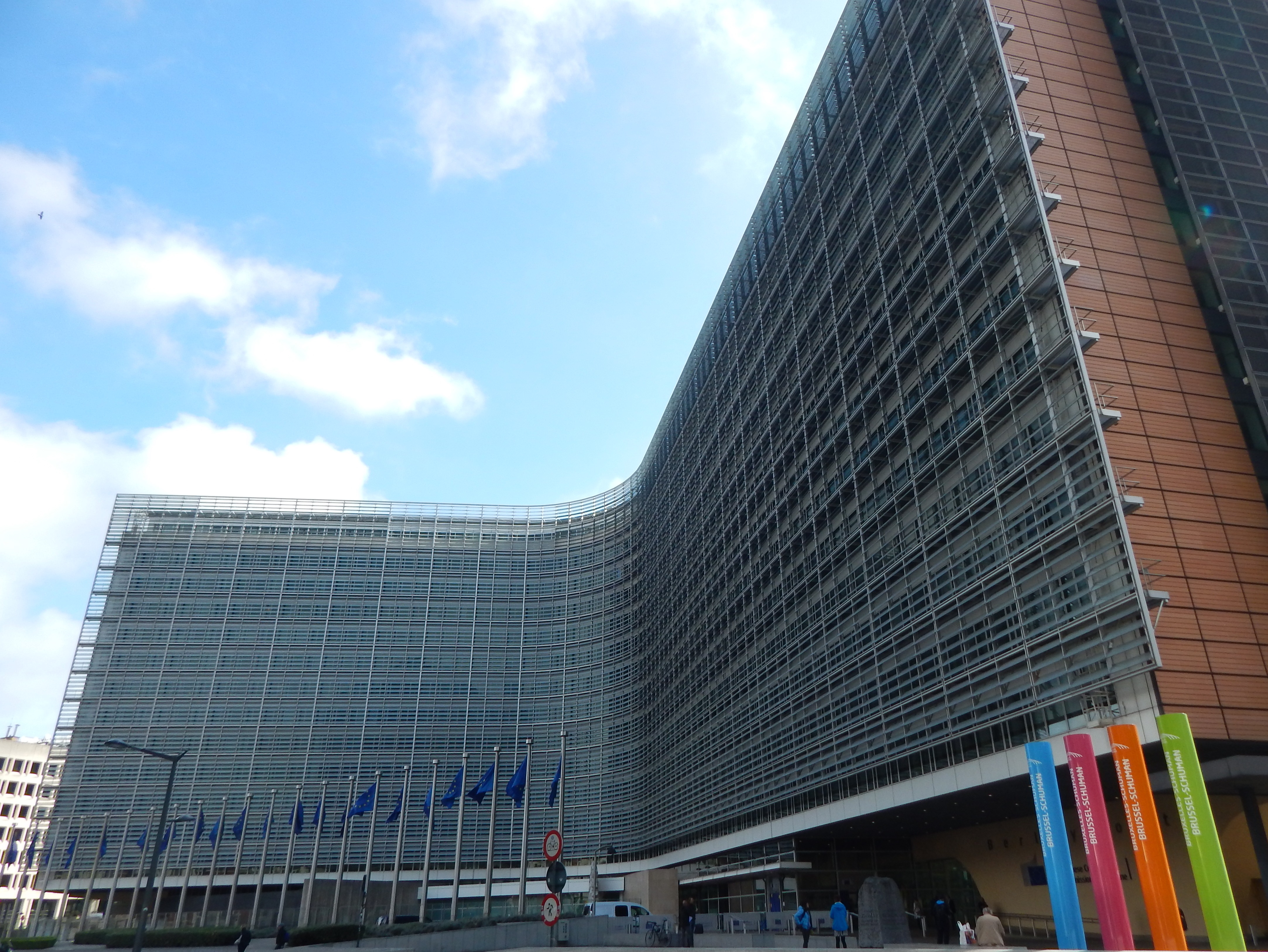
O Edifício Berlaymont, sede da Comissão Europeia.

A estrutura mais icônica do complexo da União Europeia em Bruxelas é o Edifício Berlaymont, a sede principal da Comissão Europeia. Foi o primeiro edifício a ser construído para a Comunidade Europeia do Carvão e do Aço na década de 1960. Foi projetado por Lucien De Vestel, Jean Gilson, André Polak e Jean Polak e financiado pelo governo belga na possibilidade de reassumir o complexo mediante a eventual mudança da capital para outra cidade. O projeto arquitetônico teve como inspiração a sede da UNESCO, em Paris, seguindo o mesmo traçado uma estrela de quatro pontas sustentada por pilotis.
Originalmente construído em blocos de amianto, o edifício foi reformado na década de 1990. Após um período realizando suas atividades no Edifício Breydel, a Comissão reocupou e adquiriu definitivamente o Edifício Berlaymont em 2005. 

### Conselho

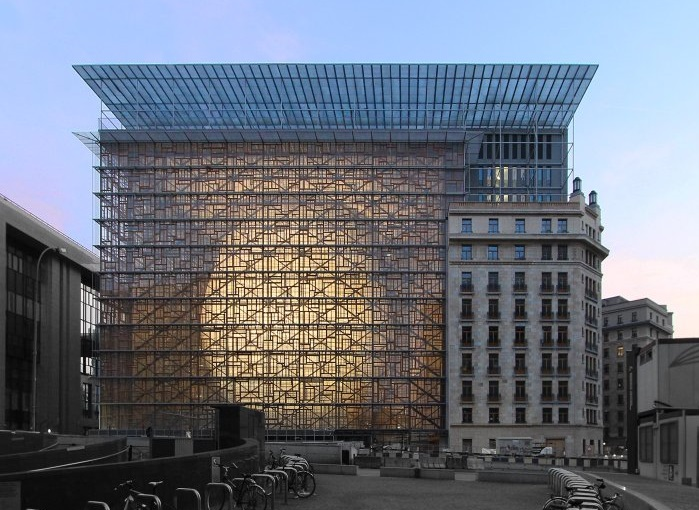
O Edifício Europa, sede do Conselho da União Europeia.

Na direção oposta ao Edifício Berlayont se ergue Edifício Europa, utilizado pelo Conselho da União Europeia e o Conselho Europeu como sede internacional desde o início de 2017. Sua antiga sede no Edifício Justus Lipsius ainda é usada para reuniões secundárias e abriga o secretariado do Conselho. A renovação e construção do novo edifício do Conselho tinha o intuito de renovar a paisagem urbana do bairro, sendo um projeto do arquiteto Philippe Samyn que buscou conceber um edifício "feminino" e "leve" para contrastar com a arquitetura rígida de outros edifícios locais. O edifício apresenta uma estrutura "em forma de lanterna" totalmente cercado por um átrio de vidro produzido com material de janelas recicladas de toda a Europa. A intenção da solução decorativa seria demonstrar estarem "unidas de longe, mas diversas de perto".